# ۲۱۹ (پیش از میلاد)
۲۱۹ (پیش از میلاد) ۲۱۹مین سال قبل از تقویم میلادی است.